# 9K114 Sjturm
9K114 Sjturm (ryska: 9К114 Штурм) är ett ryskt pansarvärnsrobotsystem baserat på roboten 9М114 Kokon. Det finns i två varianter;
- 9K114 Sjturm-S (samochodnyj = självgående) för pansarbandvagnar
- 9K113 Sjturm-V (vertoljotnyj = helikopter) för stridshelikoptrar.

NATO-rapporteringsnamn är AT-6 Spiral.

## Konstruktion
Roboten förvaras, transporteras och avfyras från en avfyringstub av glasfiberplast. Efter avfyring styrs roboten via radiolänk vilket tillåter 9М114-roboten att nå överljudsfart, något som inte är möjligt med trådstyrning.
Styrsystemet är halvautomatiskt, vilket innebär att skytten bara behöver hålla kvar målet i siktet efter avfyring. En sensor i siktet spårar robotens raketflamma och styr automatiskt in den efter hur skytten siktar. Siktet KPS-53AV har åtta gångers förstoring och en inbyggd laseravståndsmätare som gör att roboten kan flyga ovanför skyttens siktlinje huvuddelen av sträckan för att göra en störtdykning sista biten. Detta gör både att roboten kan slå mot det tunnare takpansaret och undviker att träffa buskar och andra hinder på vägen.
Sveriges försvarsmakt testade både Sjturm och den modernare 9M120 Ataka på robotskjutfältet i Vidsel hösten 1995.